# Романовка (Речицкий район)
Романовка (бел. Раманаўка) — деревня в Ровенскослободском сельсовете Речицкого района Гомельской области Белоруссии.

## География

### Расположение
В 27 км на юг от районного центра и железнодорожной станции Речица (на линии Гомель — Калинковичи), 77 км от Гомеля.

## Транспортная сеть
Транспортные связи по просёлочной, затем автомобильной дороге Хойники — Речица. Планировка состоит из чуть изогнутой широтной улицы с переулками. Застройка деревянная усадебного типа.

## История
Основана во 2-й половине XIX века как селение в Малодушской волости Речицкого
уезда Минской губернии. В 1931 организован колхоз, работала кузница. Во время Великой Отечественной войны 18 ноября 1943 года в бою около деревни отличился командир батареи старший лейтенант Ф. А. Трифонов (присвоено звание Герой Советского Союза). 12 жителей погибли на фронте. Согласно переписи 1959 года в составе подсобного хозяйства «Аврора» районного объединения «Сельхозхимия» (центр — деревня Смагорин).

## Население

### Численность
- 2004 год — 8 хозяйств, 12 жителей.

### Динамика
- 1908 год — 19 дворов, 164 жителя.
- 1930 год — 36 дворов, 160 жителей.
- 1959 год — 286 жителей (согласно переписи).
- 2004 год — 8 хозяйств, 12 жителей.